# Enicospilus amasus
Enicospilus amasus là một loài tò vò trong họ Ichneumonidae.